# Gotlandsmåra
Gotlandsmåra (Galium rotundifolium) är en växtart i familjen måreväxter.